# Record d'Europe du lancer du disque
Pour un article plus général, voir Records d'Europe d'athlétisme.
Les records d'Europe du lancer du disque sont actuellement détenus par le lituanien Mykolas Alekna qui établit un lancer à 74,35 m le 14 avril 2024 à Romana, aux Etats-Unis, et par sa compatriote Gabriele Reinsch, créditée de 76,80 m le 9 juillet 1988 dans cette même ville. Ces deux performances constituent les actuels records du monde.
Le premier record d'Europe masculin homologué par l'Association européenne d'athlétisme est établi par le Finlandais Elmer Niklander en 1913 avec la marque de 45,57 m. La Française Yvonne Tembouret est la première détentrice du record d'Europe féminin avec 27,39 m, atteints en 1923.

## Progression

### Hommes
| Marque  | Athlète           | Lieu           | Date              |
| ------- | ----------------- | -------------- | ----------------- |
| 45,57 m | Elmer Niklander   | Helsinki       | 20 juin 1913      |
| 52,42 m | Harald Andersson  | Oslo           | 25 août 1934      |
| 53,10 m | Willy Schröder    | Magdebourg     | 28 avril 1935     |
| 53,34 m | Adolfo Consolini  | Milan          | 26 octobre 1941   |
| 54,23 m | Adolfo Consolini  | Milan          | 14 avril 1946     |
| 54,80 m | Giuseppe Tosi     | Milan          | 22 août 1948      |
| 54,89 m | Adolfo Consolini  | Vérone         | 12 septembre 1948 |
| 55,33 m | Adolfo Consolini  | Milan          | 10 octobre 1948   |
| 55,47 m | Adolfo Consolini  | Rome           | 23 juillet 1950   |
| 55,79 m | Ferenc Klics      | Budapest       | 4 juillet 1954    |
| 56,47 m | Karel Merta       | Breznice       | 17 juillet 1955   |
| 56,69 m | Karel Merta       | Manchester     | 15 octobre 1955   |
| 56,98 m | Adolfo Consolini  | Bellinzona     | 11 décembre 1955  |
| 57,89 m | Edmund Piatkowski | Pabianice      | 10 mai 1959       |
| 58,33 m | József Szécsényi  | Györ           | 7 juin 1959       |
| 59,91 m | Edmund Piątkowski | Varsovie       | 14 juin 1959      |
| 60,47 m | Edmund Piątkowski | Łódź           | 16 août 1961      |
| 62,45 m | Ludvík Daněk      | Vyskov         | 10 mai 1964       |
| 64,55 m | Ludvík Daněk      | Turnov         | 2 août 1964       |
| 65,22 m | Ludvík Daněk      | Sokolov        | 12 octobre 1965   |
| 66,48 m | Ludvík Daněk      | Long Beach     | 8 juin 1969       |
| 68,06 m | Ricky Bruch       | Malmö          | 21 septembre 1969 |
| 68,40 m | Ricky Bruch       | Stockholm      | 5 juillet 1972    |
| 68,60 m | Wolfgang Schmidt  | Cologne        | 21 mai 1976       |
| 68,92 m | Wolfgang Schmidt  | Berlin         | 31 mai 1978       |
| 71,16 m | Wolfgang Schmidt  | Berlin         | 9 août 1978       |
| 71,86 m | Yuriy Dumchev     | Moscou         | 29 mai 1983       |
| 74,08 m | Jürgen Schult     | Neubrandenburg | 6 juin 1986       |
| 74,35 m | Mykolas Alekna    | Ramona         | 14 avril 2024     |
| 74,89 m | Mykolas Alekna    | Ramona         | 13 avril 2025     |
| 75,56 m | Mykolas Alekna    | Ramona         | 13 avril 2025     |